# Vittra
För andra betydelser, se Vittra (olika betydelser).
Vittra eller vitter är en sidoform till vätte (vätter) och avser ett mytiskt folk inom den norra nordiska fäbodkulturens folktro, ibland särskilt som vitterfolk, eller ett övernaturligt osynligt eller underjordiskt snarare kvinnligt väsen i norrländsk folktro, jämförbart med skogsrå eller älvor, såsom i sammansättningen skogsvittra.
Sydgränsen för vittertron går ungefär genom Hälsingland och Dalarna, och finns även i Norge och Finland. Sägnerna om vittra påminner om de i Norge förekommande om huldrefolket, och gutniska berättelser om di sma undar jordi.

## Beskrivning
Föreställningen om vittra är en nordisk variant av en allmäneuropeisk föreställning om ett folk, de underjordiska, som lever parallellt med människorna och i deras närhet. De räknas till dem som inom folktron kallas "de osynliga". Vittra beskrivs som ett folk som lever familjevis på jordbruk och boskapsskötsel, men på annan plats och under andra tider. De håller till på fäbodvallen under vinterhalvåret då människorna inte är där. Vittra sägs hålla egen boskap, som kallas vitterkor, och dessa kor ansågs som särskilt förtrollade. Det berättas att fäbodjäntor fått ta hand om och behålla någon av dessa kor genom att kasta en kniv eller sax över kon. Vitterkor har den egenheten att de alltid mjölkar stävan full, men aldrig mer än så.
Vittra ser ut, lever och klär sig som människor, och de är till skillnad från många andra väsen i folktron dödliga. De bor under jorden, eller snarare i en parallell verklighet. Vittras vägar kallas för vitterstråk, och på många platser finns det kartor över dessa från förr. Illa går det för den som bygger sitt hus rakt på ett vitterstråk, då går vittra med sin boskap tvärs genom huset. 
Vittra har inte något annat än namnet gemensamt med vildvittrorna i Astrid Lindgrens bok Ronja rövardotter.

## Namn
Ordet vittra är spritt i Jämtland, Medelpad, Ångermanland, Västerbotten och Norrbotten, samt södra Lappland. I norra Lappland och norra Norrbotten kallas samma väsen för landrå eller troll. På jämtska benämns vittra vanligen jolbyggar ("jordbyggare"), stundom även smågåbban, småruskan och småtussan.
På samiska används ganij, sajva, eller ulda, och på finska maahinen eller haltija. 
Ordet "vittra" är etymologiskt besläktat med "vätte", som används söder om Dalarna. Det kommer från ett fornnordiskt vættr, vilket helt enkelt betyder "(övernaturligt) väsen". 
Ordet vittra eller vittran är i sin äldre betydelse bestämd form pluralis, och då används singularformerna ett vitter, en vitterkvinna eller en vittergubbe. I nyare sammanhang är vittra obestämd form singularis och vittran bestämd form singularis och betoningen något annorlunda, och ordet böjs då enligt normala regler.
På västerbottniska säger man viter, bestämd form vitra eller vittra.